# Havensville
Havensville – miasto w Stanach Zjednoczonych, w stanie Kansas, w hrabstwie Pottawatomie.